# Cifră de afaceri
Cifra de afaceri (CA) reprezintă totalul vânzărilor realizate (facturate) pe parcursul unui exercițiu fiscal. Aceasta nu include TVA-ul facturat.
Cifra de afaceri cuprinde suma totală a veniturilor din operațiunile comerciale efectuate de firmă, respectiv vânzarea de mărfuri și produse într-o perioadă de timp determinată.
În cuantumul cifrei de afaceri nu se includ veniturile financiare și veniturile excepționale. În termeni corecți, cifra de afaceri reprezintă suma veniturilor aferente bunurilor livrate, lucrărilor executate, serviciilor prestate, precum și a altor venituri din exploatare, mai puțin rabaturile, remizele și alte reduceri acordate clienților.
Noțiunea de cifră de afaceri poate fi abordată pe mai multe categorii: cifra de afaceri totală, cifra de afaceri medie, cifra de afaceri marginală și cifra de afaceri critică, fiecare dintre acestea evidențiind câte un aspect referitor la activitatea firmei.

## Cifra de afaceri totală
Cifra de afaceri totală ({\displaystyle CA}) reprezintă volumul total al afacerilor unei firme, evaluate la prețurile pieței, respectiv încasările totale. Aceasta cuprinde totalitatea veniturilor din vânzarea mărfurilor și produselor, executarea lucrărilor și prestarea serviciilor într-o perioadă de timp.
Cel mai adesea mărimea cifrei de afaceri totale se determină prin însumarea veniturilor provenite din activitatea de bază a întreprinderilor ({\displaystyle VB}) cu veniturile provenite din alte activități ({\displaystyle VA}):
{\displaystyle CA=VB+VA},  unde:
{\displaystyle VB} - reflectă cifra de afaceri din activitatea de bază a întreprinderii și se referă la vânzarea produselor rezultate din activitatea de bază a întreprinderii;
{\displaystyle VA} - reflectă cifra de afaceri cu caracter industrial sau neindustrial.

## Cifra de afaceri medie
Cifra de afaceri medie reprezintă venitul mediu obținut de o companie pe o anumită linie de produse sau servicii într-o perioadă specifică, de obicei un an fiscal.
Acest indicator oferă o imagine de ansamblu asupra performanței companiei în acea arie de activitate și ajută la identificarea celor mai profitabile produse sau servicii.

## Cifra de afaceri marginală
Cifra de afaceri marginală reprezintă modificarea veniturilor unei companii ca urmare a comercializării unei anumit tip produs sau serviciu.
Această valoare reflectă impactul direct pe care îl are vânzarea incrementală asupra veniturilor companiei, cifra de afaceri marginală fiind un concept de bază în analiza de rentabilitate deoarece ajută la evaluarea contribuției fiecărui produs sau serviciu la profitabilitatea generală a companiei.

## Cifra de afaceri critică
Cifra de afaceri critică ({\displaystyle CAmin}) reprezintă acel nivel al încasărilor la care se asigură acoperirea cheltuielilor, prag de la care firma începe să obțină profit. Cifra de afaceri critică (minimă) va fi egală cu suma cheltuielilor fixe și a celor variabile.
{\displaystyle CAmin=Cf+Cv}, unde:
{\displaystyle Cf} - cheltuieli fixe totale
{\displaystyle Cv} - cheltuieli variabile

## Alte elemente economice în corelație
O contribuție majoră la modificarea cifrei de afaceri totale revine veniturilor din activitatea de bază a fiecărei întreprinderi. Astfel, în cadrul analizei se poate calcula și ponderea veniturilor din activitatea de bază și din alte activități față de cifra de afaceri totală a întreprinderii:
O judecată pertinentă, în măsură să evidențieze situația reală a societății necesită corelarea cifrei de afaceri cu elementele esențiale într-o economie de piață. Aceste elemente care influențează aprecierea corectă a cifrei de afaceri sunt:
- rata inflației;
- politica de prețuri;
- poziția firmei pe piață.

Cifra de afaceri este adeseori un detaliu important al unui plan de afaceri fiind estimată în baza unor previziuni. Ea poate deveni la un moment dat un barometru al previziunilor și o coordonată importantă a strategiei de marketing.